# Phrynarachne marmorata
Phrynarachne marmorata là một loài nhện trong họ Thomisidae.
Loài này thuộc chi Phrynarachne. Phrynarachne marmorata được Mary Agard Pocock miêu tả năm 1899.